# Evangelische Kirche (Mengshausen)

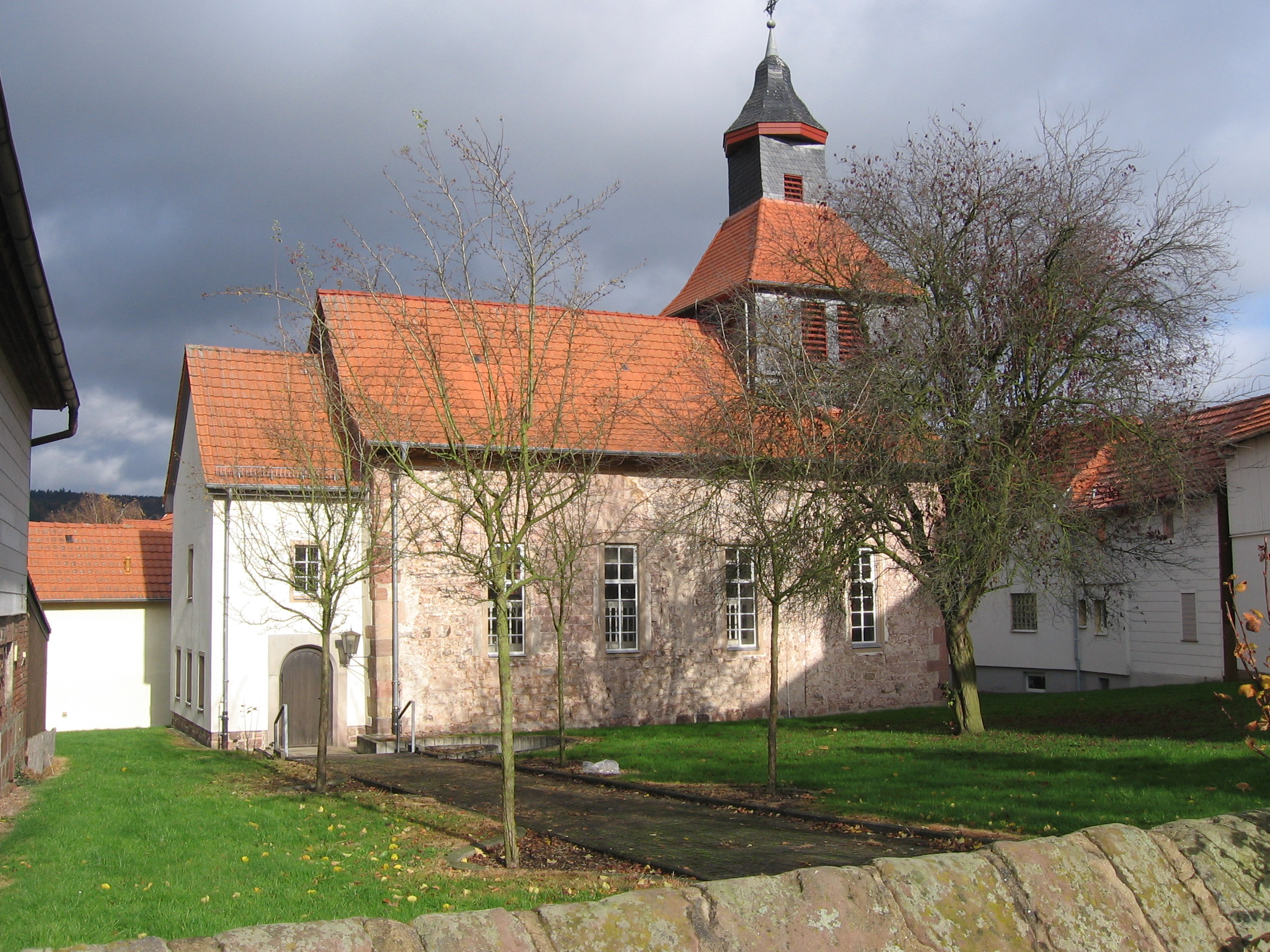
Evangelische Kirche in Mengshausen

Die evangelische Kirche Mengshausen ist ein denkmalgeschütztes Kirchengebäude im Ortsteil Mengshausen der Gemeinde Niederaula im Landkreis Hersfeld-Rotenburg in Hessen. Die Kirchengemeinde gehört zum Kirchenkreis Hersfeld-Rotenburg im Sprengel Hanau-Hersfeld der Evangelischen Kirche von Kurhessen-Waldeck.

## Beschreibung
Die im Kern gotische Saalkirche wurde 1625 auf den Grundmauern zweier Vorgängerbauten errichtet, der älteste stammt aus dem 9./10. Jahrhundert. Die Kirche wurde im 18. Jahrhundert verändert. Ein Anbau im Westen beherbergt hinter dem Portal das Vestibül. Der eingezogene, quadratische Chorturm im Osten ist mit einem Pyramidendach bedeckt, auf dem ein quadratischer Aufsatz sitzt, der mit einer achtseitigen, glockenförmigen Haube bekrönt wird. Der Innenraum hat zweigeschossige Emporen an den Langseiten.